# 三角黃斑尖胸沫蟬
三角黃斑尖胸沫蟬（学名：Aphrophora karenkoensis）为尖胸沫蟬科尖胸沫蟬屬下的一个种。